# Нокс (Пенсільванія)
Нокс (англ. Knox) — місто (англ. borough) в США, в окрузі Клеріон штату Пенсільванія. Населення — 1093 особи (2020).

## Географія
Нокс розташований за координатами 41°14′4″ пн. ш. 79°32′10″ зх. д. / 41.23444° пн. ш. 79.53611° зх. д. (41.234429, -79.536064).  За даними Бюро перепису населення США в 2010 році місто мало площу 1,47 км², з яких 1,46 км² — суходіл та 0,01 км² — водойми.

## Демографія
Згідно з переписом 2010 року, у селищі мешкало 1146 осіб у 533 домогосподарствах у складі 309 родин. Густота населення становила 782 особи/км².  Було 585 помешкань (399/км²).
Расовий склад населення:
| - 98,2 % — білих - 0,7 % — азіатів - 0,4 % — чорних або афроамериканців - 0,1 % — корінних американців |

До двох чи більше рас належало 0,6 %. Частка іспаномовних становила 0,5 % від усіх жителів.
За віковим діапазоном населення розподілялося таким чином: 18,6 % — особи молодші 18 років, 58,6 % — особи у віці 18—64 років, 22,8 % — особи у віці 65 років та старші. Медіана віку мешканця становила 45,2 року. На 100 осіб жіночої статі у селищі припадало 90,0 чоловіків;  на 100 жінок у віці від 18 років та старших — 89,2 чоловіків також старших 18 років.
Середній дохід на одне домашнє господарство  становив 53 580 доларів США (медіана — 45 556), а середній дохід на одну сім'ю — 65 271 долар (медіана — 57 917). За межею бідності перебувало 13,5 % осіб, у тому числі 21,6 % дітей у віці до 18 років та 8,8 % осіб у віці 65 років та старших.
Цивільне працевлаштоване населення становило 526 осіб. Основні галузі зайнятості: освіта, охорона здоров'я та соціальна допомога — 34,6 %, виробництво — 17,1 %, роздрібна торгівля — 12,7 %.